# Loi concernant la lutte contre le tabagisme
Pour les articles homonymes, voir Loi sur le tabac.
Lire en ligne

Texte officiel

La Loi concernant la lutte contre le tabagisme (anciennement la Loi sur le tabac) est une loi québécoise qui réglemente l’usage du tabac dans les lieux publics au Québec. 
Elle a été adoptée en 1998 et a par la suite été profondément modifiée le 16 juin 2005 et le 26 novembre 2015.
La loi spécifie qu’elle s’applique à toute forme de tabac, « qu’il soit traité ou non et quelles que soient sa forme et sa présentation ». En 2015, la cigarette électronique a été ajoutée à la loi.

## Restrictions
Depuis l'entrée en vigueur des modifications (2006), il est défendu de fumer :
- Dans tout lieu de travail qui n’est pas situé à domicile
- dans toute salle de bingo, bar, brasserie et taverne
- dans les aires communes des résidences pour personnes âgées et des immeubles d’habitations comprenant plus de 6 logements
- dans les abribus, les taxis, les transports en commun et les véhicules utilisés pour le travail, si le véhicule contient au moins 2 personnes
- lors d’une réception privée ainsi que dans les clubs, cercles et autres organismes sans but lucratif, sauf si ces activités ont lieu dans une résidence
- dans les tentes, chapiteaux et autres installations semblables accueillant le public, ainsi que sur les terrasses
- à  moins 9 mètres de toute porte d’un établissement de santé, d’enseignement postsecondaire et de lieux où se déroulent des activités destinées aux mineurs
- sur tout terrain d’une école primaire, secondaire et sur les terrains de leurs commissions scolaires respectives

Il est défendu de vendre du tabac à des mineurs. L’amende prévue varie de 500 $ à 6 000 $.

## Droits et devoirs de l’exploitant

### Aménagement d’un fumoir
L'exploitant peut, dans certains cas, aménager un fumoir fermé pour les personnes qu’il héberge. Il  ne doit être utilisé que pour la consommation de tabac et uniquement par les personnes hébergées par l’exploitant.
Il doit être complètement fermé et doit être muni d'un système de ventilation permettant l'évacuation directe de la fumée vers l'extérieur du bâtiment. La porte du fumoir doit être munie d'un dispositif de fermeture automatique afin que celle-ci se referme après chaque utilisation.

### Chambres pour fumeurs
L’exploitant d’un lieu peut identifier des chambres où il est permis de fumer, si l’établissement est dans la liste suivante : 
- établissement de psychiatrie offrant de l’hébergement
- centre d’hébergement de soins de longue durée
- centre de réadaptation
- organisme pour personnes démunies ou en détresse
- établissement d’hébergement touristique

Le quota de chambres pour fumeurs ne doit pas dépasser 40 %, et les chambres doivent être regroupées.

### Tolérance non tolérée
L’exploitant d’un lieu ou d’un commerce touché par la loi ne doit pas tolérer que l’on fume dans un endroit où il est interdit de le faire. Le gouvernement peut poursuivre un exploitant en l’accusant d’avoir fait preuve de tolérance. L’exploitant doit alors prouver qu’il n’a pas toléré que l’on fume dans un lieu interdit par la loi.

### Affiches
L’exploitant d’un lieu ou d’un commerce touché par la loi doit indiquer au moyen d’affiches installées à la vue des personnes qui fréquentent ce lieu ou ce commerce les endroits où il est interdit de fumer. 
L'exploitant d'un point de vente de tabac doit afficher l'interdiction de vendre du tabac à des mineurs ainsi que la mise en garde sur les effets nocifs du tabac sur la santé. Ces affiches doivent être installées à la vue du public sur ou à proximité de chaque caisse enregistreuse utilisée lors de la vente de tabac.
Il est interdit d’enlever ou d’altérer ces affiches.

## Publicité sur le tabac
Un fabricant ou un distributeur de tabac ne peut :
- En offrir gratuitement ou à l'achat d'un autre produit
- Fixer son prix de vente en bas de celui du marché
- Offrir du tabac à un individu en échange d'informations sur sa consommation

Il est interdit d'associer dans une publicité le tabac à une marque, un style de vie, une équipe ou un événement sportif. Une publicité sur le tabac ne peut être trompeuse, être adressée à un mineur, utiliser un slogan, utiliser des personnes, des personnages ou des animaux réels ou fictifs et inclure des témoignages.
Une publicité sur le tabac ne peut être diffusée que dans un journal ou un magazine dont au moins 85 % des lecteurs sont majeurs. Elle ne doit contenir que du texte, à l'exception du produit lui-même; auquel cas l'image ne doit pas couvrir plus de 10 % de la surface publicitaire. Toute publicité doit contenir le message d'avertissement portant sur les effets nocifs du tabac déterminé par le ministère de la Santé. Par ailleurs, elle doit lui être soumise dès sa publication.
Les dons de l'industrie du tabac ne sont pas interdits tant que le donataire ne diffuse pas de slogan ou de message publicitaire. Toute commandite faisant la promotion d'une marque, d'un produit ou d'un fabricant de tabac est interdite.
Il est interdit de baliser un véhicule ou de diffuser une affiche ou tout autre objet qui n'est pas lui-même un produit du tabac de tout slogan, nom, logo, signe distinctif, dessin ou image qui n'est pas associé au tabac ou à une marque de tabac mais qui les évoque indirectement.

## Inspection et saisie
Le gouvernement peut nommer des personnes qui auront la fonction d'inspecteur ou d'analyste afin de faire respecter la loi. Ces personnes, lorsqu'on leur demande, doivent être en mesure de prouver leur qualité d'inspecteur ou d'analyste. Les autorités municipales ont aussi le pouvoir d'en nommer, moyennant d'en aviser le ministère de la Santé.
Un inspecteur ou un analyste peut visiter à toute heure raisonnable les lieux touchés par la loi. Lors d'une inspection, il peut :
- Inspecter l'aménagement de lieux où il est permis de fumer pour vérifier leur respect des normes
- Vérifier si des personnes fument à des endroits interdits
- Faire ouvrir un emballage si des raisons le portent à croire qu'il contient du tabac
- Prélever gratuitement des échantillons de tabac ou de substances à des fins d'analyse
- Prendre des photographies
- Exiger la copie de tout document qu'il croit relatif au tabac
- Saisir tout bien qui pourrait faire l'objet d'une infraction

Les inspecteurs et les analystes ne peuvent être poursuivis pour toute action commise de bonne foi dans le cadre de leurs fonctions. Les exploitants sont tenus de collaborer avec eux et de ne pas entraver leur travail en refusant de donner ou en détruisant un renseignement ainsi qu'en faisant de fausses déclarations.

## Répercussions de la loi
Des chiffres révélés le 20 janvier 2006 affirment que le nombre de Québécois fumant serait passé de 24 % à 20 % depuis un an, soit une diminution de 230 000 fumeurs[réf. nécessaire]. Cette baisse pour le moins spectaculaire porte le taux à un plancher historique jamais atteint au Québec. Toujours selon cette étude, 460 000 personnes auraient tenté de cesser de fumer depuis l'entrée en vigueur de la loi, 87 000 fumeurs seraient âgés de moins de 18 ans et le nombre de fumeurs aurait diminué de pas moins de 50 % depuis 20 ans.

## Révision de la loi (2015)
La ministre déléguée à la Réadaptation, à la Protection de la jeunesse et à la Santé publique, Lucie Charlebois, a déposé à l'Assemblée nationale le 5 mai 2015 le projet de loi 44, ou Loi visant à renforcer la lutte contre le tabagisme. Ce projet de loi a pour but de réviser l'actuelle Loi sur le tabac (qui serait renommée Loi concernant la lutte contre le tabagisme), notamment en voulant :
- Assujettir la cigarette électronique aux mêmes règles que les produits du tabac[3] ;
- Interdire les saveurs dans les produits du tabac ;
- Étendre les zones sans fumée, par exemple en interdisant de fumer dans un rayon de neuf mètres des endroits publics et sur les terrasses ;
- Interdire de fumer dans les automobiles lorsqu'un mineur de moins de 16 ans s’y trouve [4];
- Interdire de fumer dans les aires de jeux, les terrains sportifs [5];
- Resserrer les normes applicables au commerce du tabac et imposer de nouvelles amendes aux mineurs et aux adultes.

Des consultations sont prévues devant la Commission de la santé et des services sociaux de l'Assemblée nationale à la fin de l'été. Plusieurs intervenants, partisans comme détracteurs du projet de loi, y participeront en vue de voir celui-ci modifié en conséquence avant son adoption, prévue à l'automne. (source) 
La loi visant a renforcer la lutte contre le tabagisme (2015), avec amendements, a reçu sanction le 26 novembre 2015.
Voici le déroulement des modifications: http://www.msss.gouv.qc.ca/sujets/santepub/tabac/index.php?modifications-a-la-loi